# 임동규 (1944년)
임동규(林東奎, 1944년 11월 9일 ~ )은 대한민국의 제18대 국회의원이다. (새누리당, 비례대표)

## 경력
- 한국판유리협동조합 이사장
- 한국 장애인 서울지역 고용대책위원회 위원장
- 수도분할반대 비상대책위원회 위원장
- 수도이전반대대책위 위원장
- 정부혁신지방분권위 위원
- 전국 시도의회의장협의회 회장
- 2002년 ~ 2004년 제6대 서울특별시의회 의장
- 제17대 대통령 인수위원회 자문위원
- 제17대 대통령선거 직능정책본부 행정자치위원회 위원장
- 지식경제위원회 위원
- 예산결산특별위원회 위원
- 2008년 5월 ~ 2012년 5월 제18대 국회의원 (한나라당 비례대표)
- 한국 지방자치발전연구회 회장
- ~ 2012년 2월 한나라당 지방자치안전위원회 위원장
- 2010년 6월 행정안전위원회, 윤리특별위원회, 연금제도개선특별위원회 위원
- 새누리당 국책자문 위원
- 사단법인 지방자치발전연구원 이사장
- 동양유리공업주식회사 회장
- 2021년 9월 ~ 2021년 11월: 국민의힘 윤석열 제20대 대통령 선거 예비후보 미래지방자치발전공동위원회 위원장

## 역대 선거 결과
|  | 48.7% |

|  | 40.87% |

|  | 58.66% |

|  | 62.71% |

|  | 37.48% |

|  | 29.92% |